# Magnete (figlio di Eolo)
Magnete  (in greco antico: Μάγνης?, Mágnēs) è un personaggio della mitologia greca. Fu l'eponimo della Magnesia ed il suo primo re.

## Genealogia
Figlio di Zeus e Tia (figlia di Deucalione) o di Eolo ed Enarete, sposò una naiade (non idenficata) che lo rese padre di Ditti e Polidette.
Da Filodice ebbe Eioneo ed Eurinomo e da Melibea divenne padre di Alettore.
Altri figli attribuiti a Magnete sono Piero e Lino.

## Mitologia
Dopo di lui, è stata nominata la penisola della Tessaglia, che he preso il nome di Magnesia mentre sua moglie ed i suoi figli emigrarono e colonizzarono l'isola di Serifo.

Suo figlio Polidette divenne il re dell'isola mentre suo figlio Ditti fu il pescatore che ritrovò Danae ed il figlio di questa Perseo.
Secondo Antonino Liberale l'eponimo della Magnesia non sarebbe questo personaggio bensì un altro Magnete.